# Подмаренник низкий
Подмаренник низкий или подмаренник малорослый (лат. Galium pumilum) — вид многолетних травянистых растений из рода Подмаренник семейства Мареновые. Встречается в Европе.

## Ботаническое описание
Многолетнее травянистое растение, высотой обычно до 15-25 см, иногда до 50 см. Жёсткий, гладкий стебель растёт простерто или восходяще, в нижней части едва заметно краснеет. Растение растет в рыхлой траве и имеет лишь несколько нецветущих побегов. При высыхании растение приобретает зеленовато-коричневый цвет. Во время цветения листья у основания засыхают, а верхние, неблестящие листья располагаются на стебле в виде витков по семь-восемь штук. Они узкояйцевидно-ланцетной формы и часто серповидной. Их длина обычно в 8-12 раз превышает ширину. Соцветие рыхлое, узкопирамидальное, с вертикально растущими цветоножками длиной 1-1,5 мм. Венчик белый четырёхлопастный достигает ширины 2,5-4 мм. Плод обычно длиной 1 мм, округлый, гладкий или папиллозный.
Цветение в Северном полушарии длится в основном с июня по август.
Число хромосом 2n = 88.

## Распространение и экология
Ареал вида ограничен Европой. В Германии вид широко распространён и встречается в основном в центральных и южных районах, а на севере практически не встречается. В Австрии распространён от единичного до обычного во всех федеральных землях. В Швейцарии он также широко распространён.
Растет на силикатных лугах и в разреженных лесах. Предпочитает свежие, малоизвестковые, гумусированные и супесчаные почвы. Является индикатором подкисления. В Центральной Европе является характерным видом ассоциации Violion caninae, но также встречается в сообществах ассоциации Mesobromion или Molinion, реже — в ассоциации Quercion roboris.

## Систематика
Вид тесно связан с родственными Galium sterneri и Galium suecicum, которые некоторые авторы также относят к подвидам Galium pumilum. Однако плоды Galium pumilum гладкие и тупозернистые, тогда как плоды двух других видов — заострённые. Все три вида также имеют разное количество хромосом.

## Использование
Помимо декоративной ценности, используется в медицинских целях. Растение использовалось для лечения кожных заболеваний, ран и проблем с дыханием. Оно также использовалось в качестве лёгкого успокоительного средства и для улучшения пищеварения.
Несмотря на ряд полезных свойств и преимуществ, при использовании в лечебных целях следует соблюдать осторожность. Растение содержит химические вещества, которые в больших количествах могут быть токсичными.
При заготовке лекарственного растения важно собирать его в период цветения и избегать участков, обработанных пестицидами. Также важно правильно высушить растение, чтобы сохранить его свойства, и хранить его в сухом прохладном месте.